# Anachis
Anachis là một chi ốc biển, là động vật thân mềm chân bụng sống ở biển trong họ Columbellidae, the dove snails.

## Các loài
Các loài trong chi Anachis gồm có:
- Anachis adelinae G. W. Tryon, 1883 - West America
- Anachis albonodosa P. P. Carpenter, 1857 - West America
- Anachis aliceae (Pallary, 1900)[2]
- Anachis alliouagana Faber, 2004[3]
- Anachis atkinsoni (Tenison Woods, 1876)
- Anachis atramentaria Sowerby, 1844 - West America
- Anachis aurantia (Lamarck, 1822)
- Anachis avara (Say, 1822)
- Anachis avaroides Nordsieck, 1975[4]
- Anachis bacalladoi Espinosa, Ortea & Moro, 2008
- Anachis beachportensis (Verco, 1910)
- Anachis beckeri G.B. Sowerby, 1900
- Anachis berryi Shasky, 1970 - West America
- Anachis blignautae Kilburn, 1998[5]: synonym of Suturoglypta blignautae Kilburn, 1998
- Anachis boivini (Kiener, 1841)
- Anachis carloslirae Costa, 1996
- Anachis carmelita Espinosa, Ortea & Fernández-Garcés, 2007
- Anachis cascabulloi Espinosa & Ortea, 2004
- Anachis catenata (G.B. Sowerby, 1844)
- Anachis chuni (Thiele, 1925)
- Anachis cingulata Lussi, 2009[6]
- Anachis cominellaeformis (Tate, 1892)
- Anachis consanguinea Sowerby, 1897
- Anachis coronata (G.B. Sowerby, 1832) - West America
- Anachis coseli Diaz & Mittnacht, 1991
- Anachis costellata (Broderip & Sowerby, 1829) - West America
- Anachis cuspidata (Marrat, 1877)
- Anachis dalli Bartsch, 1931
- Anachis decimdentata Pilsbry & Lowe, 1932
- Anachis delamarrei Rolan & Boyer, 2006[7]
- Anachis delineata Rolan & de Oliveira, 2008[8]
- Anachis demanorum De Jong & Coomans, 1988
- Anachis diminuta (C. B. Adams, 1852) - West America
- Anachis donnae Moolenbeek & Dance, 1994
- Anachis fasciata (G.B. Sowerby, 1825)
- Anachis fauroti (Jousseaume, 1888)
- Anachis fayae A. M. Keen, 1971 - West America
- Anachis fenestrata (Verco, 1910)
- Anachis fenneli Radwin, 1968 - America
- Anachis floridana Rehder, 1939 - America
- Anachis fluctuata (Sowerby, 1832) - West America
- Anachis freytagi (Maltzan, 1884) - West Africa
- Anachis fulva Sowerby, 1832 - West America
- Anachis fuscafasciata Lussi, 2009[9]
- Anachis fusidens (W. H. Dall, 1908) - West America
- Anachis gaskoini P. P. Carpenter, 1857 - West America
- Anachis gracilis (C. B. Adams, 1852) - West America
- Anachis guerreroensis A. M. Strong & J. G. Hertlein, 1937 - West America
- Anachis guildingii (Usticke, 1969)
- Anachis hannana Hertlein & Strong, 1951
- Anachis hotessieriana (d'Orbigny, 1842)
- Anachis isabellei (d'Orbigny, 1839)
- Anachis jungi Faber, 2004[10]
- Anachis kraussi (G.B. Sowerby, 1844) - Indian Ocean
- Anachis lafresnayi (P. Fischer & Bernardi, 1856)[11]
- Anachis lentiginosa (R. B. Hinds, 1844) - West America
- Anachis lillianae Whitney, 1978 - West Mexico
- Anachis lyrata Sowerby, 1832 - West America
- Anachis milium Dall, 1916
- Anachis miser (G.B. Sowerby, 1844)
- Anachis moesta (C. B. Adams, 1852) - West America
- Anachis nigricans (Sowerby, 1844) - West America
- Anachis nigrofusca P. P. Carpenter, 1857 - West America
- Anachis nisitella P. L. Duclos, 1840
- Anachis obesa C. B. Adams, 1845 - America
- Anachis ostreicola (Sowerby, 1882) - Caribbean
- Anachis oxillia (Duclos, 1846)
- Anachis pardalis R. B. Hinds, 1843 - West America
- Anachis paumotensis Tryon, 1883
- Anachis peassleri Strebel, 1905
- Anachis phanea W. H. Dall, 1919 - West America
- Anachis pygmaea Sowerby, 1832 - West America
- Anachis radwini Altena, 1975
- Anachis rassierensis Smythe, 1985
- Anachis raysutana Smythe, 1985
- Anachis reedi P. Bartsch, 1928 - West America
- Anachis remoensis (Gatliff & Gabriel, 1910)
- Anachis renatae Rios, 2009
- Anachis rhodae Radwin, 1968 - America
- Anachis richardi (Dautzenberg & Fischer, 1906)[12]
- Anachis ritteri Hertlein & Strong, 1951 - West America
- Anachis roberti Monsecour & Monsecour, 2006[13]
- Anachis rudyi Espinosa & Ortea, 2006
- Anachis rugosa (Sowerby, 1832) - West America
- Anachis rugulosa (Sowerby, 1844) - West America
- Anachis ryalli Rolan, 2005[14]
- Anachis sanfelipensis Lowe, 1935 - West America
- Anachis scalarina (Sowerby, 1832) - West America
- Anachis scutulata (L. A. Reeve, 1859) - Bermuda
- Anachis semiplicata Stearns, 1873 - America
- Anachis sertularium (d'Orbigny, 1841) - East America
- Anachis similis Ravenel, 1861
- Anachis sinaloa A. M. Strong & J. G. Hertlein, 1937 - West America
- Anachis spadicea (R. A. Philippi, 1846) - West America
- Anachis sparsa (L. A. Reeve, 1859) - America
- Anachis stimpsoni Bartsch, 1915
- Anachis stricta (Watson, 1882)
- Anachis strix (Watson, 1882)
- Anachis strongi P. Bartsch, 1928 - West America
- Anachis teevani J. G. Hertlein & A. M. Strong, 1951 - West America
- Anachis terpsichore (G. B. Sowerby I, 1822) - India
- Anachis translirata (Ravenel, 1861)
- Anachis treva F. Baker, G. D. Hanna & A. M. Strong, 1938 - West America
- Anachis valledori Rolán & Luque, 2002[15]
- Anachis varia (Sowerby, 1832) - West America
- Anachis varicosa (Gaskoin, 1852) - West America
- Anachis vermiculucostata Monsecour & Monsecour, 2009[16]
- Anachis vexillum (L. A. Reeve, 1858) - West America

The Indo-Pacific Molluscan Database lists the following species with names in current use 
- Anachis algoensis Sowerby, 1892
- Anachis alofa (Hedley, 1899)
- Anachis atkinsoni (Tenison Woods, 1876)
- Anachis dolicha (Verco, 1910)
- Anachis fulgida (Reeve, 1859)
- Anachis fuscolineata (Thiele, 1930)
- Anachis lightfooti Smith, 1901
- Anachis lurida Hedley, 1907
- Anachis marquesa (Gaskoin, 1852)
- Anachis milium Dall, 1916
- Anachis miser (Sowerby, 1844)
- Anachis smithi (Angas, 1877)
- Anachis sugillata (Reeve, 1859)
- Anachis vercoi (Thiele, 1930)

The following species are also mentioned trong database Shell-Bearing Mollusca 
- Anachis albella C. B. Adams, 1850 - Caribbean
- Anachis albomarginata Okamoto & Habe, 1979 - Japan
- Anachis almiranta Ch. Hedley, 1915 - Australia
- Anachis alternata A. A. Gould, 1860 - China
- Anachis amirantium Smith, 1879 - Japan
- Anachis antillarum L. A. Reeve, 1859 - West Indies
- Anachis atkinsoni J. E. Tennison-Woods, 1876 - Australia
- Anachis atomella P. L. Duclos, 1840 - Europe
- Anachis atrata A. A. Gould, 1860 - South Africa
- Anachis bicanaliferum Sowerby, 1832 West America
- Anachis brasiliana E. von Martens, 1897 - America
- Anachis burnupi E. A. Smith, 1901 - South Africa
- Anachis calva Verco, 1910 - Australia
- Anachis cancellata Gaskoin, 1851 - West Africa: synonym of Amphissa cancellata (Castellanos, 1979)
- Anachis cicinnata Montrouzier, 1860 - Japan
- Anachis cithara L. A. Reeve, 1859 - West America
- Anachis columnaria W. L. tháng 5 năm 1915 - Australia
- Anachis comistea J. C. Melvill, 1906 - Gulf of Oman
- Anachis cophinodes H. Suter, 1908 - New Zealand
- Anachis darwini G. F. Angas, 1877 - Australia
- Anachis dautzenbergi Hervier, 1899 - Indo-Pacific
- Anachis debilis Ch. Hedley, 1915 - Australia
- Anachis descendens E. von Martens - West Africa
- Anachis diggelsi J. Brazier, 1874 - Australia
- Anachis divaricata H. A. Pilsbry, 1904 - Japan
- Anachis electona P. L. Duclos, 1840
- Anachis emergens Fischer-Piette & Nicklès, 1946 - Senegal
- Anachis enwrighti A. W. B. Powell, 1940 - New Zealand
- Anachis gemmulifera Ch. Hedley, 1907 - Australia
- Anachis gilva C. T. Menke, 1847 - West America
- Anachis gowllandi J. Brazier, 1874 - Australia
- Anachis hahajimama H. A. Pilsbry, 1904 - Japan
- Anachis hannana J. G. Hertlein & A. M. Strong, 1951 - West America
- Anachis harpiformis Sowerby, 1832 - West America
- Anachis helenae Costa - East America (synonym of Cosmioconcha helenae Costa, 1988)
- Anachis hilli H. A. Pilsbry & Lowe, 1932 - West America
- Anachis hotessieriana d'Orbigny, 1842 - America
- Anachis incerta Stearns, 1892 - West America
- Anachis intricata Ch. Hedley, 1912 - Australia
- Anachis io P. Bartsch, 1915 - South Africa
- Anachis iodostoma Gaskoin, 1852 - Australia
- Anachis iontha Ravenel, 1861 - Caribbean
- Anachis isabellei d'Orbigny, 1841 - East America
- Anachis japonica A. Adams, 1860 - Japan
- Anachis kirostra P. L. Duclos, 1840 -
- Anachis legrandi J. E. Tennison-Woods, 1876 - Australia
- Anachis liocyma H. A. Pilsbry, 1904 - Indo-Pacific
  - Anachis lyrata veleda P. L. Duclos, 1846 - Caribbean
- Anachis mariae A. W. B. Powell, 1940 - New Zealand
- Anachis melvillei H. Strebel, 1905 - Southwest Atlantic
- Anachis minuscula A. A. Gould, 1862 - Japan
  - Anachis misera californica L. A. Reeve, 1843 - Japan
  - Anachis misera nigromaculata J. R. Tomlin 1915 - Japan
  - Anachis misera plicatospira G. B. Sowerby III, 1915 - Japan
  - Anachis misera polynyma H. A. Pilsbry, 1901 - Japan
- Anachis mitriformis A. Adams, 1860 - Indo-Pacific
- Anachis multicostata W. L. tháng 5 năm 1910 - Australia
- Anachis nanisca Herbier, 1899 - Japan
- Anachis nicolayi]' F. Nordsieck, 1974 - Corse: synonym of Amphissa acutecostata (Philippi, 1844)
- Anachis nodicincta H. Suter, 1899 - New Zealand
- Anachis oerstedi E. von Martens, 1897 - West America
- Anachis penicillata P. P. Carpenter, 1865 - West America: synonym of Nassarina penicillata (Carpenter, 1865)
- Anachis plexa Ch. Hedley, 1901 - Australia
- Anachis pulchella H. de Blainville, 1829 - America
- Anachis pumila R. W. Dunker, 1860 - Indo-Pacific
- Anachis regulus Souverbie, 1864 - Indo-Pacific
- Anachis savignyi F. P. Jousseaume in Mozzo, 1929 - Europe
- Anachis sinensis G. B. Sowerby III, 1894 -Indo-Pacific
- Anachis strenella P. L. Duclos, 1840
- Anachis subabnormis H. Suter, 1899 - New Zealand
- Anachis suffusa Sowerby, 1844 - Galápagos Islands
- Anachis teophania P. L. Duclos, 1846
- Anachis uncinata Sowerby, 1832 - West America
- Anachis validicosta T. Habe, 1960 - Indo-Pacific
- Anachis veleda P. L. Duclos, 1846 - America
- Anachis vivens A. W. B. Powell, 1934 - New Zealand
- Anachis yukitai T. Habe, 1991 - Japan

## Hình ảnh

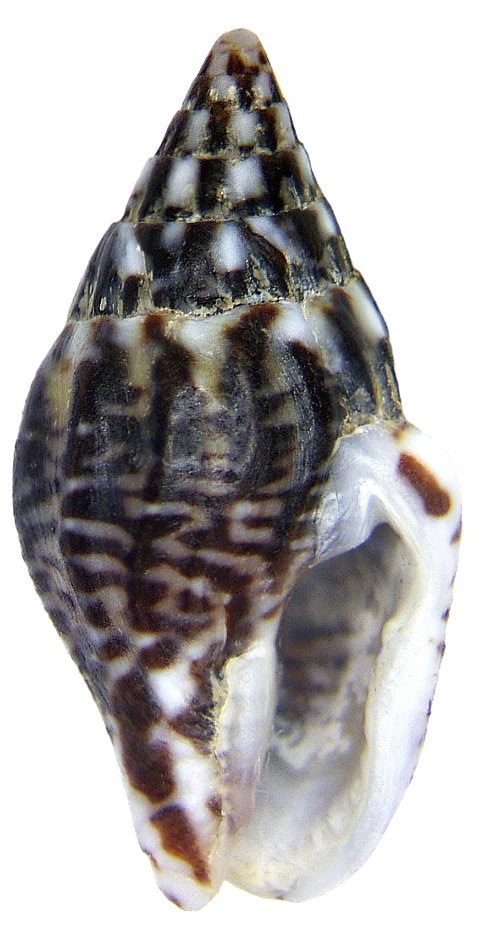
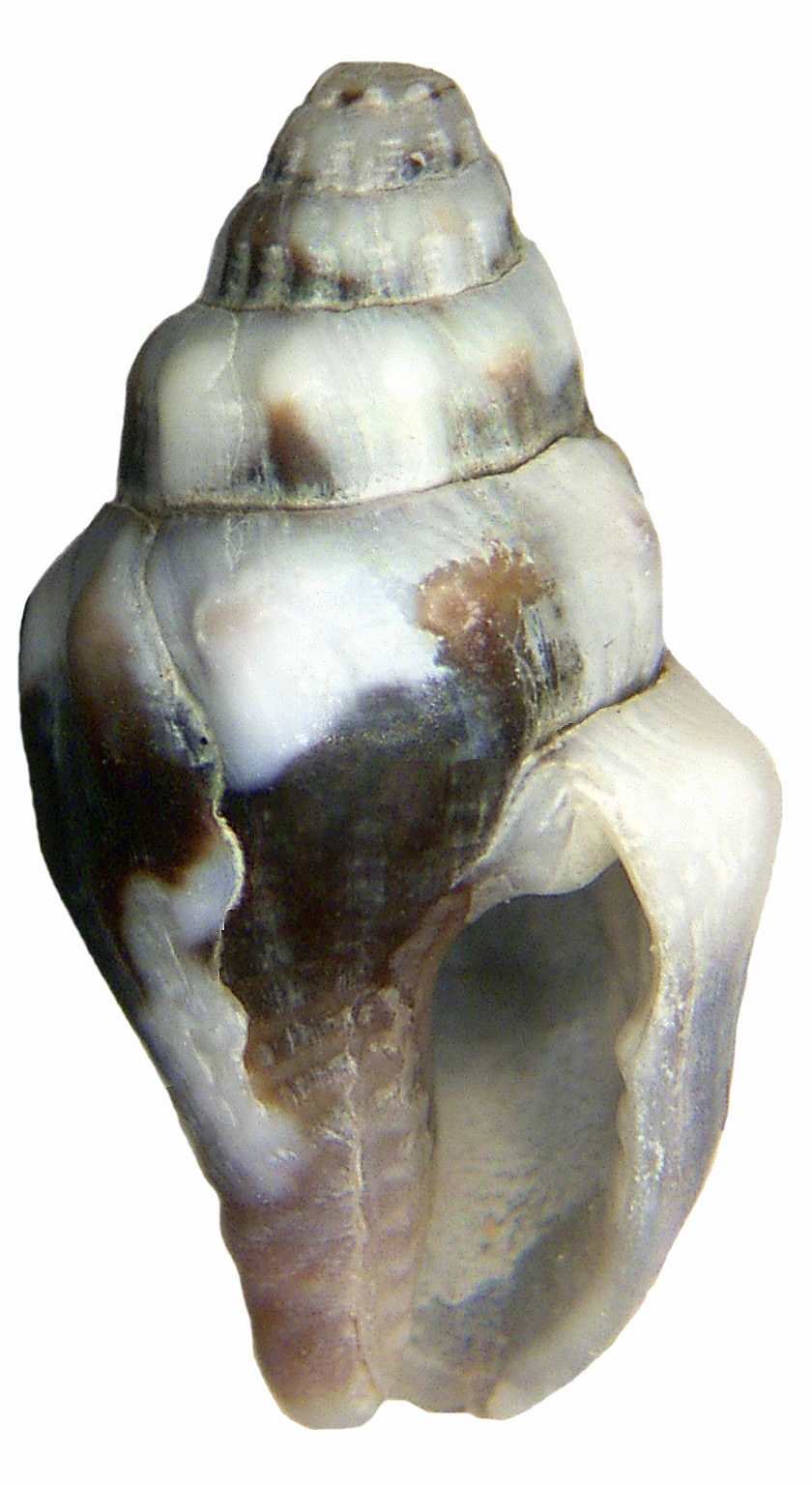